# Electric Daisy Carnival
Pour les articles homonymes, voir EDC.
Electric Daisy Carnival (EDC) est un festival de musique électronique organisé annuellement au printemps, en été, et automne aux États-Unis, à Porto Rico et au Royaume-Uni en 2013. En 2014, le Mexique est ajouté à la liste des événements. Fondé  par Insomniac Events (en), le festival se déroule dans les rues de Californie, du Colorado, de Floride, du Nevada, du New Jersey, de New York, du Texas, et de Porto Rico. À l'origine un événement organisé au Sud de la Californie, l'EDC s'étend dans d'autres États.
En 2009, les événements se déroulent pendant deux nuits consécutives ; en 2011, l'événement de Las Vegas dure pendant trois jours et recense un total de 230 000 personnes présentes, puis de plus de 320 000 l'année suivante. Il reste considéré comme l'un des meilleurs événements de musique électronique avec Tomorrowland, l'Ultra ou Coachella,.

## Histoire

### 1997–2009

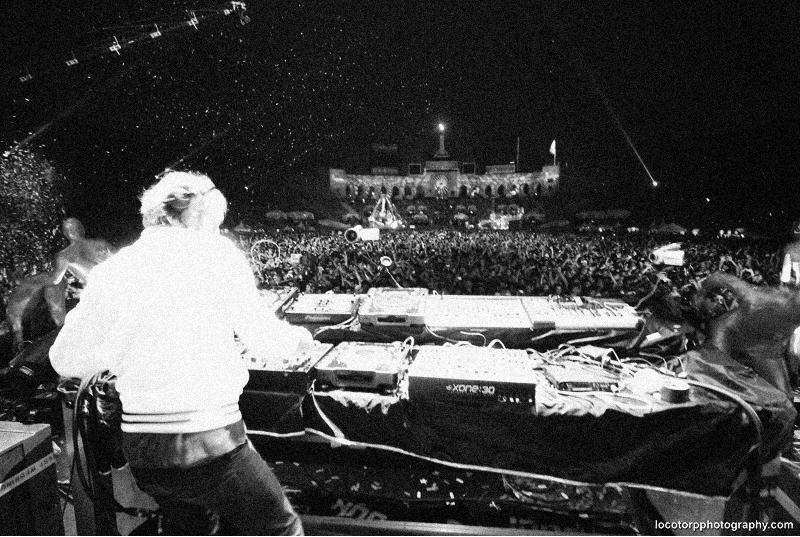
Benny Benassi, à l'EDC, en 2009.

Le premier événement Electric Daisy Carnival se déroule en 1997 au Shrine Expo Hall de Los Angeles, en Californie. L'utilisation du nom est crédité par Philip Blaine, partenaire d'Insomniac. Pendant les premières années, le Sud de la Californie assiste à l'expansion des festivals de musique électronique incluant le Los Angeles Memorial Coliseum et l'Exposition Park de Los Angeles, le National Orange Show Events Center de San Bernardino, le Queen Mary Events Park de Long Beach, le Lake Dolores Waterpark de Barstow, le Hansen Dam du Lake View Terrace, et l'International Agri-Center de Tulare.
Le festival gagne en notoriété en 2010, et devient le plus grand événement de musique électronique en dehors de l'Europe, gagnant le surnom de l'« Ibiza américain ». Insomniac Events (en) organise par la suite d'autres événements dans d'autres États comme le Colorado et le Texas. 2009 marque l'arrivée du festival à Porto Rico. En 2010, le festival s'étend jusqu'à Dallas, au Texas, puis en 2011, à Orlando, en Floride. En 2012, l'EDC s'organise à New York pendant trois jours consécutifs, puis à Milton Keynes, au Royaume-Uni. En 2015, ce ne sont pas moins de huit villes du monde qui reçoivent une déclinaison de l’événement.
L'événement californien se déroule le 28 juin 2008 au Los Angeles Memorial Coliseum et à l'Exposition Park. Le nombre de personnes présentes a augmenté d'une manière surprenante par rapport à l'année dernière, et la file d'attente ne finit pas de s'agrandir. Approximativement 65 000 personnes sont présentes, bien qu'il n'y ait eu aucun rapport officiel effectué par le Los Angeles Fire Department, présent lors de ces événements. Le line-up de 2008 se compose notamment de Paul van Dyk, Rabbit In The Moon (live), Armand van Helden, Mark Farina, Z-Trip, DJ Hype, Moby (DJ Set), DJ Dan et Donald Glaude (2x4).
Annoncé au Nocturnal Festival 2008 comme un festival sur deux jours, l'événement californien se déroule entre le 26 et le 27 juin 2009. Le vendredi, approximativement 55 000 personnes sont présentes, et près de 99 000 sont recensées le samedi. L'EDC 2009 se déroule au Los Angeles Memorial Coliseum. Le line-up se compose notamment de Groove Armada, Thievery Corporation, ATB, Paul Oakenfold, Aly et Fila, David Guetta, Paul van Dyk, Kaskade, Benny Benassi, et Mark Farina.
L'événement au Colorado se déroule le 13 juin 2009 au Arapahoe County Fairgrounds d'Aurora. L'événement à Porto Rico se déroule le 14 août 2009, avec un line-up notamment composé de Underworld, Darren Price, Damian Lazarus, Mulattos, Plumpy Bitches, X-Man, et Gulembo.

### 2010–2014

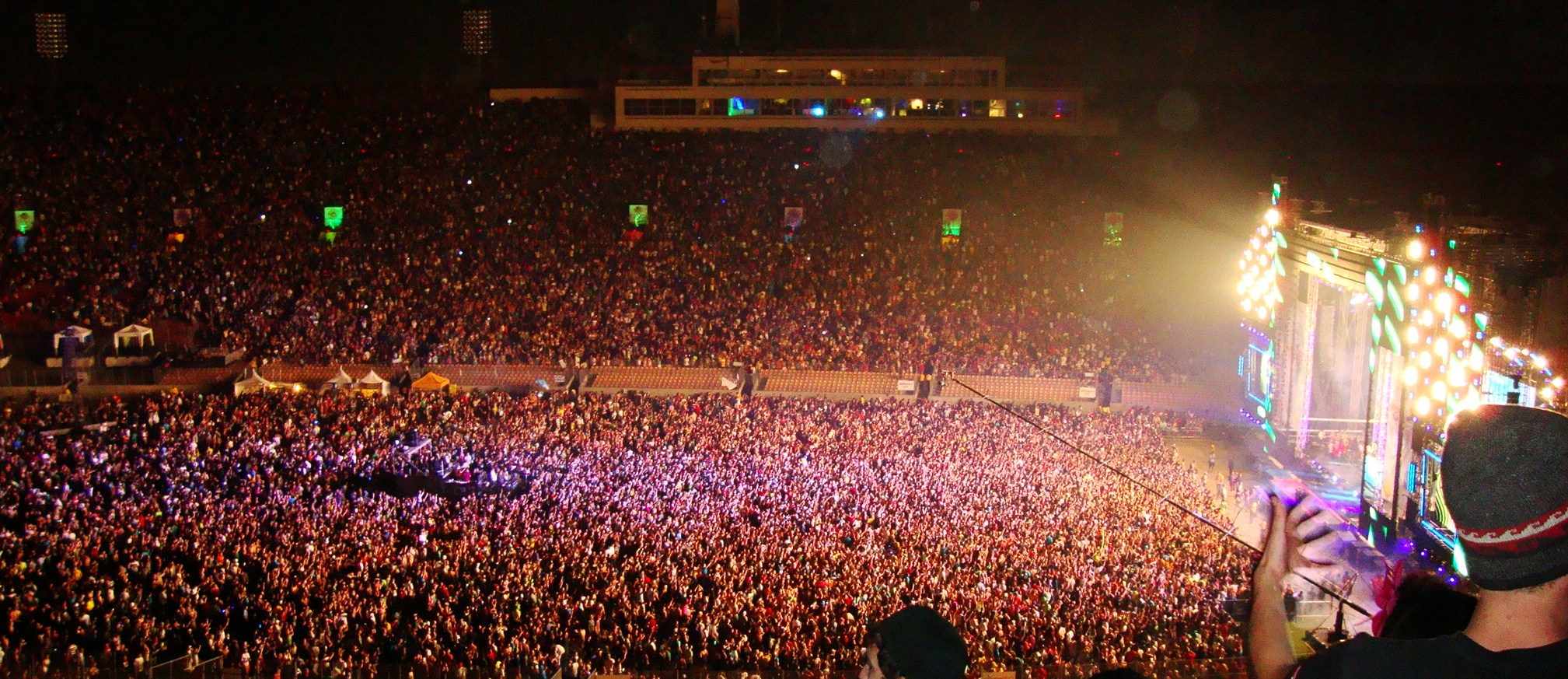
EDC à Los Angeles, en 2010.

À l'événement californien qui se déroule à Los Angeles, l'EDC compte sa plus haute audience avec plus de 185 000 personnes présentes. Le prix initial du billet étant de 60 $, certains client le payent à plus de 100 $. Il est d'ailleurs critiqué par les autorités locales et les promoteurs, du fait que des mineurs ont gagné l'accès au festival, et que bon nombre de personnes ont été emmenées à l'hôpital par les secours. Une jeune fille âgée de 15 ans est morte par intoxication après avoir ingéré du MDMA. L'organisation décide, pour l'année suivante, d'instaurer la limite d'âge à 18 ans, et la présence d'infirmiers sur place.
L'événement au Colorado se déroule le 12 juin 2009 au Arapahoe County Fairground d'Aurora, et inclut ATB, Benny Benassi, Caspa, Yoji, Dirty Phonics, Kill The Noise, AC Slater, 12th Planet, Original Sin, Dragon, Trajikk, Fury, Manufactured Superstars, Mystical Influence, et Jonas Tempel. Le festival au Texas se déroule le 19 juin 2010 au Fair Park de Dallas. 11 000 personnes étaient présentes. L'EDC Porto Rico revient en 2010 avec un line-up plus vaste. Organisé le 28 août 2010, il se déroule à l'Estadio Sixto Escobar de Puerta de Tierra, San Juan. Le line-up inclut notamment Steve Bug, Moby, will.i.am, apl.de.ap, et Tritonal.

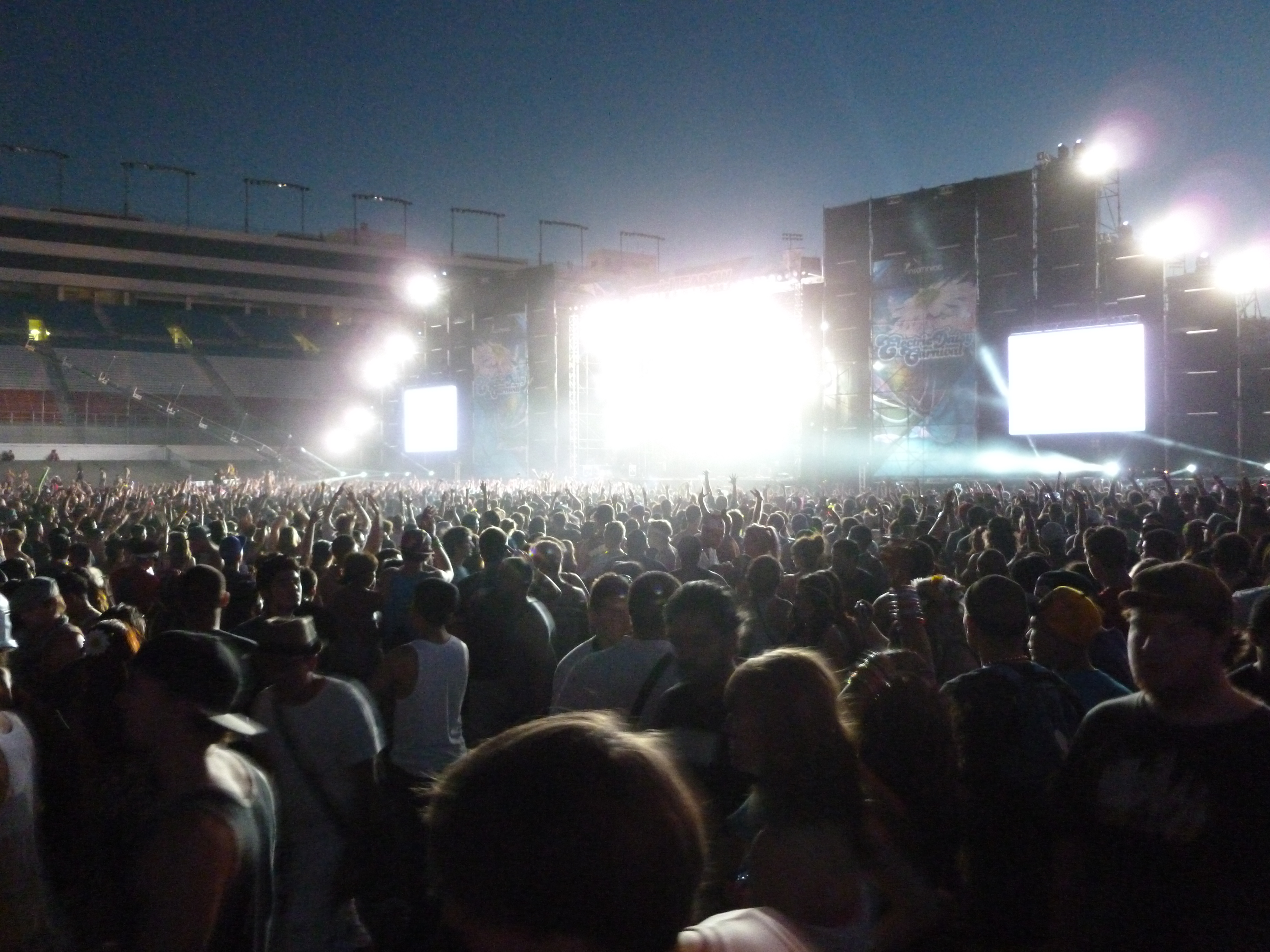
EDC à Las Vegas, en 2011.

Le festival se déroule en Floride les 27 et 28 mai 2011 au Tinker Field d'Orlando, et au Citrus Bowl Stadium. Le nombre de personnes tourne autour de 12 000 le vendredi, et de 20 000 le samedi. Le line-up se compose notamment de Tiësto, Afrojack, Skrillex, Benny Benassi, Paul van Dyk, Calvin Harris, Ferry Corsten, DJ Baby Anne, Chris Lake, DJ Heavygrinder, Markus Schulz, et DJ Icey. L'événement au Colorado se déroule le 11 juin 2011, une nouvelle fois au Arapahoe County Fairgrounds d'Aurora. Le line-up se compose notamment de Ferry Corsten, Kaskade, Sander van Doorn, Axwell de Swedish House Mafia, Bart B More, Z-Trip, Kraddy, LA Riots, Datsik, 12th Planet, Noisia, Downlink, J Majik, Ana Sia, et Eliot Lipp. L'événement au Texas se déroule le 18 juin 2011 au Fair Park de Dallas, avec notamment Paul van Dyk, Axwell, Avicii, Wolfgang Gartner, Chuckie, Skrillex, Felguk, Green Velvet, 12th Planet, Feed Me, Zedd, Excision, Crizzly, Dirtyphonics, Diplo, Doctor P, et Flux Pavilion.
L'événement au Nevada se déroule du 24 au 26 juin 2011 au Las Vegas Motor Speedway, avec notamment Manufactured Superstars, Wolfgang Gartner, Steve Angello, The Crystal Method, Cosmic Gate, Calvin Harris, Steve Aoki, The Bloody Beetroots, Crizzly, Borgore, Skream, Benga, Excision, Dieselboy, David Guetta, Zedd, Feed Me, Skrillex, Laidback Luke, Sidney Samson, Alesso, The Glitch Mob, Bassnectar, et Chuckie. Plus de 230 000 personnes étaient présentes. L'événement à Porto Rico se déroule le 27 juin 2011.
Le 9 août 2012 EDC annonce son retour à Orlando au Tinker Field les 9 et 10 novembre 2012. Insomniac annonce son lancement les 9 et 10 novembre 2012, dont les ventes des billets se tiennent le 18 août,. Les 18 et 20 mai, l'événement prend pour la première fois place au New Jersey, au Metlife Stadium, Meadowlands Sports Complex, dans East Rutherford. Du fait que l'événement se déroule près de New York, le festival est crédité sous le nom de Electric Daisy Carnival New York. Le line-up inclut notamment Armin van Buuren, Steve Angello, Afrojack, et Avicii. L'événement compte 45 000 personnes par jour.
Le nombre de personnes présentes au EDC de trois jours à Vegas (du 8 au 10 juin) augmente significativement de 30 % pour atteindre plus de 320 000 (115 000 par jour). Pendant le week-end, un homme de 31 ans est originaire de Floride est rapporté mort samedi après son séjour à l'hôpital. Il est percuté par un camion à la sortie du EDC au Las Vegas Motor Speedway le matin du 11 juin. Selon les rapports, ses proches ont rapporté qu'il buvait et se droguait. La deuxième nuit de l'événement est annulée à cause de fortes rafales de vents. Les ventes violents surviennent à 20 h, menant à l'arrêt temporaire du festival jusqu'à 1 h du matin. 90 000 fans sont restés bloqués sur l'autoroute. Entretemps, les disc jockeys Markus Schulz et Steve Aoki (tous les deux programmés pour la nuit) effectuent des sets impromptus au Insomniac Wide Awake pendant quelque temps, mais les officiels ordonnent l'évacuation du festival par suite de vents menaçants vers 5 h du matin. Afin de clore comme il se doit son festival, Insomniac autorise les personnes présentes samedi à revenir dimanche pour sa dernière nuit.
L'événement au Nevada se déroule encore au Las Vegas Motor Speedway entre le 8 et le 10 juin 2012. Le line-up inclut notamment une centaine d'artistes EDM internationaux allant d'Armin van Buuren, Tiësto, David Guetta, Above and Beyond, Afrojack, Pretty Lights, Kaskade, à Porter Robinson. Il s'agit également de la première fois qu'Insomniac Events collabore avec Q-dance afin d'amener la musique hardstyle dans un festival majeur aux États-Unis. Il s'agit du premier festival Q-dance à se dérouler sur le sol américain,.

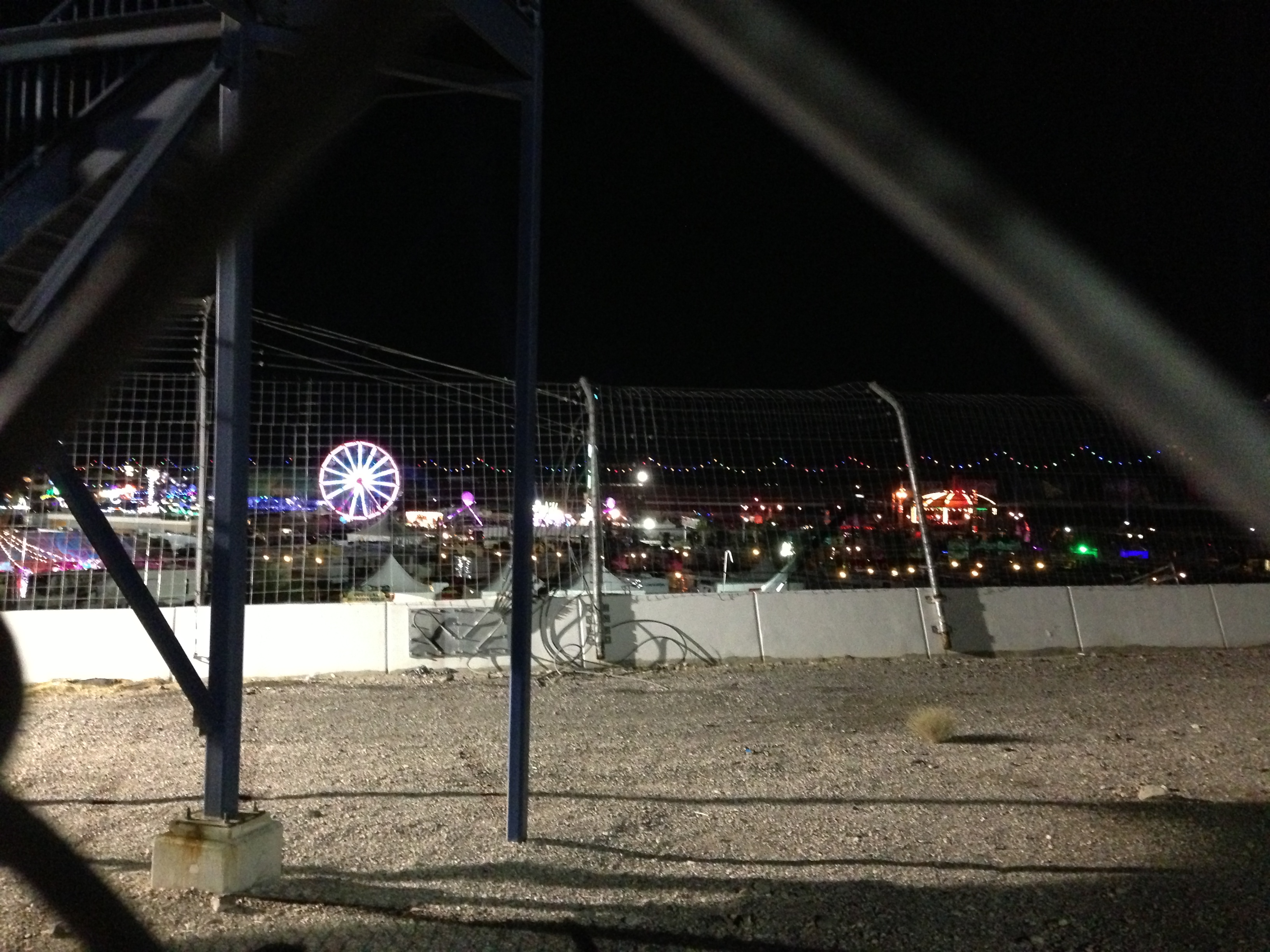
EDC à Las Vegas, le 21 juin 2013.

En 2013, EDC se déroule au Milton Keynes et à Chicago pour la première fois, ainsi qu'à New York, Las Vegas, Porto Rico, et à Orlando. EDC se déroule à Las Vegas du 21 au 23 juin, avec des artistes notables tels qu'A-Trak, Above and Beyond, Afrojack, Armin van Buuren, Avicii, Benny Benassi, Calvin Harris, Empire of the Sun, Fatboy Slim, Hardwell, et Major Laser. Un enregistrement y est également effectué à cet événement.
En novembre 2013, l'EDC est annoncé au Las Vegas Motor Speedway entre le 20 et le 22 juin 2014. Insomniac Events annonce 345 000 tickets vendus en trois jours le 18 juin 2014. EDC New York, EDC Milton Keynes, EDC Puerto Rico, et EDC Orlando reviendront également pour 2014. EDC Chicago ne s'organisera pas en 2014 à cause de mésententes dans la date au Chicagoland Speedway, mais il est planifié pour 2015. En décembre 2013, EDC Mexico est annoncé pour le 15 et le 16 mars 2014. Un documentaire, Under the Electric Sky, sur le festival, est diffusée en avant-première au Festival du film de Sundance 2014,.

### 2015–2019
La marque de soda 7 Up, déjà sponsors de l'Ultra, investi le festival avec sa propre scène à Las Vegas.
En 2018, EDC Orlando se tient à Tinker Field les 9 et 10 novembre. EDC Las Vegas se tient au Las Vegas Motor Speedway du 18 au 20 mai ; le festival est déplacé par rapport à sa programmation traditionnelle de juin afin qu'il se déroule dans des conditions relativement plus fraîches. Le festival a également introduit le camping sur place (y compris des camping-cars à louer et des parkings pour camping-cars) et des heures d'ouverture plus tôt afin de réduire les embouteillages,. On estime que 411 400 personnes ont assisté au festival pendant les trois jours. EDC Mexico à Mexico était prévu pour les 24 et 25 février à l'Autódromo Hermanos Rodríguez. EDC Japan s'est tenu à Chiba, au Japon, les 12 et 13 mai au Zozo Marine Stadium et au Makuhari Beach Park. De fortes pluies ont causé des problèmes d'équipement. EDC China à Shanghai, les 29 et 30 avril, fait ses débuts au Shanghai International Music Park.
En 2019, EDC Las Vegas retourne au Las Vegas Motor Speedway du 17 au 19 mai. Le deuxième jour, des vents violents forcent la fermeture des scènes. En raison de la formulation du message affiché sur les écrans et du message audio diffusé leur demandant de « se réfugier dans leur voiture », certains participants sont amenés à croire que l'ensemble du festival était fermé pour la nuit et ont donc quitté l'autodrome. Après avoir appris à la sortie que seules certaines zones étaient fermées pour des raisons de sécurité, certaines personnes ont tenté de rentrer sur le site, mais n'ont pas été autorisées à le faire en raison de la stricte politique d'interdiction d'entrée de l'événement. La police de Las Vegas annonce 65 arrestations pendant le festival, dont 2 conduites en état d'ivresse et 51 arrestations pour crime ou délit grave. EDC Mexico à Mexico retourne à l'Autodromo Hermanos Rodriguez les 23 et 24 février 2019. EDC Orlando se tient désormais pendant 3 jours, au lieu des 2 jours habituels. Elle restera au Tinker Field, à l'extérieur du Camping World Stadium. EDC Japan a eu lieu à Chiba les 11 et 12 mai 2019 au ZOZO Marine Stadium et au Makuhari Beach Park. EDC Korea a lieu les 31 août et 1er septembre à Seoul Land, Gwacheon, en Corée du Sud.

### Depuis 2020

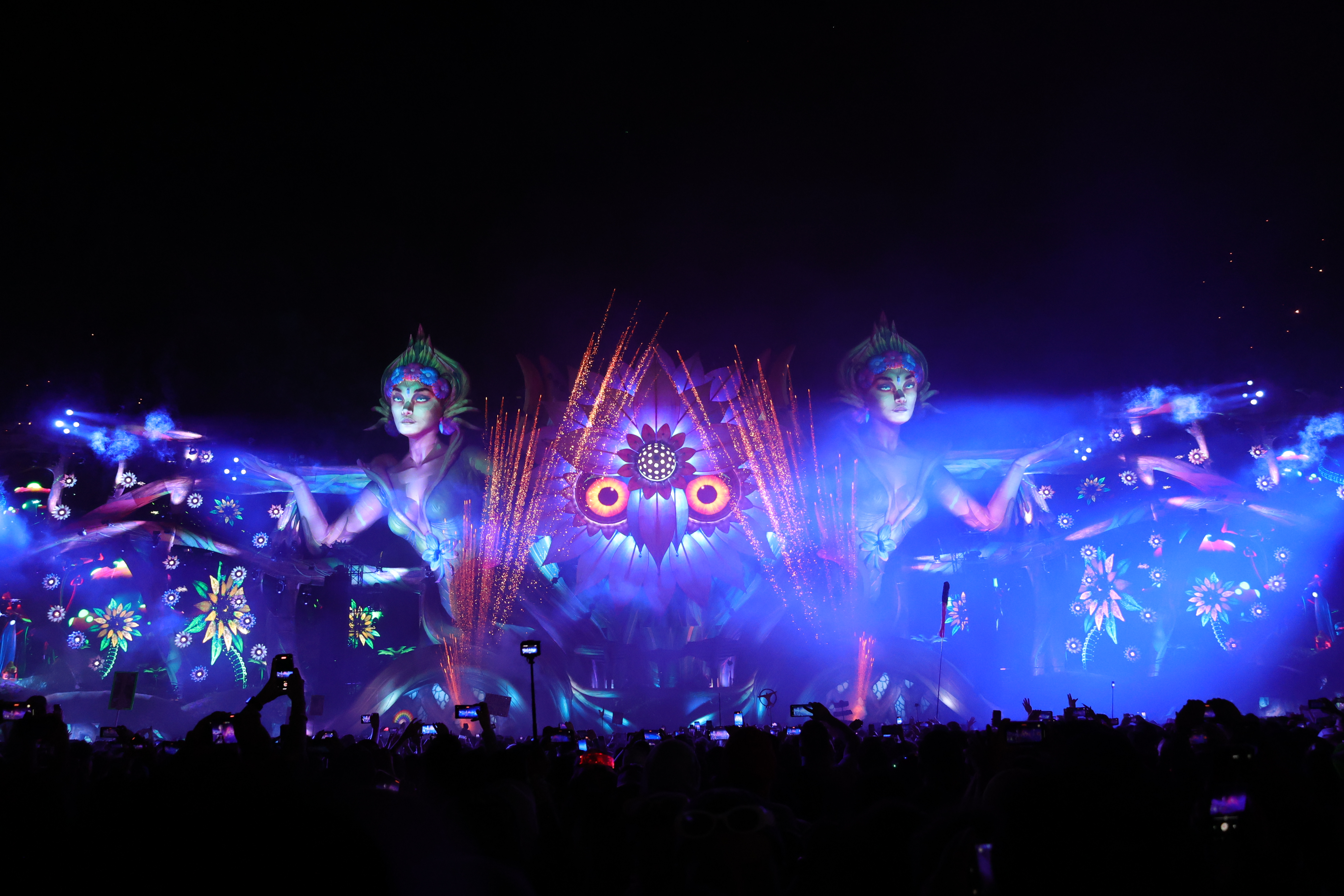
Kinetic Bloom Mainstage à l'EDC Mexico, en 2023.

En 2020, l'EDC Mexico à Mexico se tient à l'Autódromo Hermanos Rodríguez du 28 février au 2 mars. Il est annoncé que le festival de 2020 utiliserait une plus grande partie des terrains du Las Vegas Motor Speedway, Rotella soulignant que le speedway avait retiré un grand nombre d'emplacements pour camping-cars qui avaient rendu certaines zones des terrains inutilisables. Le festival était initialement prévu du 15 au 17 mai, mais est reprogrammé du 2 au 4 octobre. Cependant, en juillet 2020, le festival est annulé en raison de la pandémie de Covid-19. Un festival virtuel, diffusé en direct sur Twitch et YouTube, a lieu aux dates initialement prévues.
En 2021, l'EDC Las Vegas devait initialement se tenir du 21 au 23 mai. Cependant, le comté de Clark adopte le 20 avril un plan de réouverture. Le 20 avril, le comté de Clark adopte un plan de réouverture qui exige que 60 % de ses résidents soient vaccinés avant que les restrictions sur les rassemblements à grande échelle tels que l'EDC puissent être levées. Dans une déclaration publiée sur les médias sociaux, le PDG d'Insomniac Events, Pasquale Rotella, déclare : « Malheureusement, à la vitesse où les gens se font vacciner avant l'EDC est hors de notre contrôle. Cela peut arriver à temps, cela peut ne pas arriver. Quoi qu'il en soit, nous ne pouvons pas prendre ce risque. » L'événement a lieu du 22 au 24 octobre. Le festival de musique électronique de danse (EDM) a attiré le plus grand nombre de participants à Las Vegas, avec une moyenne d'environ 104 000 personnes chaque soir. Au cours de cette période, le district médical a fourni des soins à 2 673 patients différents. L'âge des patients allait de 18 à 42 ans, l'âge médian étant de 22 ans. L'intoxication par l'alcool ou les drogues, la déshydratation et les vertiges, ou les traumatismes sont les principales causes de consultation médicale au centre de soins d'urgence.

## Aides caritatives
Pour chaque festival phare organisé, Insomniac Care reverse un pourcentage des ventes de billets à des organisations caritatives et communautaires nationales. Par le passé, l'EDC Las Vegas s'est associé à Surreal, une plateforme de collecte de fonds, pour collecter des fonds auprès des festivaliers qui participent à un tirage au sort pour des balades en hélicoptère et d'autres activités avec des DJ populaires.

## Distinctions
| Année | Catégorie                  | Travail                                           | Résultat   | Ref.   |
| ----- | -------------------------- | ------------------------------------------------- | ---------- | ------ |
| 2010  | Meilleur événement musical | Electric Daisy Carnival – Los Angeles, Californie | Nomination | [ 50 ] |
| 2011  | Meilleur événement musical | Electric Daisy Carnival – Los Angeles, Californie | Nomination | [ 51 ] |
| 2012  | Meilleur événement musical | Electric Daisy Carnival – Las Vegas, Nevada       | Nomination | [ 52 ] |
| 2013  | Meilleur événement musical | Electric Daisy Carnival – Las Vegas, Nevada       | Nomination | [ 53 ] |
| 2014  | Meilleur événement musical | Electric Daisy Carnival – Las Vegas, Nevada       | Nomination | [ 54 ] |
| 2015  | Meilleur événement musical | Electric Daisy Carnival – Las Vegas, Nevada       | Nomination | [ 55 ] |
| 2016  | Meilleur événement musical | Electric Daisy Carnival – Las Vegas, Nevada       | Nomination | [ 56 ] |
| 2019  | Meilleur festival          | Electric Daisy Carnival                           | Nomination | [ 57 ] |
| 2020  | Meilleur festival          | Electric Daisy Carnival                           | Nomination | [ 58 ] |